# Jaroslav I. Moudrý
Jaroslav Moudrý (978 či později – 20. února 1054) byl veliký kníže kyjevský, který vládl v letech 1016 až 1018 a 1019 až 1054. Jeho vláda byla obdobím vrcholného politického i kulturního rozkvětu Kyjevské Rusi. Svrchovanost kyjevského vládce nyní uznávali všichni východní Slované, hranice raného státu byly stabilizovány. Zatímco se jeho předchůdci intenzívně věnovali územní expanzi a obchodování, mohl se Jaroslav více soustředit na reprezentativní počiny (výstavba Kyjeva) a ambiciózní zahraniční politiku.

## Nástup na trůn
Kníže Jaroslav byl jedním ze synů knížete Vladimíra I. a otec mu svěřil správu Novgorodu. Brzy se však odmítl podřizovat autoritě kyjevského knížete a přestal mu platit daně vybírané v Novgorodu. Vladimír se rozhodl, že syna potrestá vojensky, ale zemřel dříve, než konflikt vypukl, a na kyjevský stolec nastoupil jeho nejstarší syn Svjatopolk I. Novopečený kníže se snažil prosadit svoji vládu nad celou Rusí, ale narazil na odpor svých bratří. V bratrovražedném boji našli tři z nich, Boris, Gleb a Svjatoslav, násilnou smrt. Roku 1016 dobyl Jaroslav s pomocí své varjažské družiny Kyjev a zmocnil se vlády. Svjatopolk uprchnul do Polska ke svému tchánovi Boleslavu I. Chrabrému. Roku 1017 napadli Kyjev Svjatopolkovi spojenci Pečeněhové. Krátce poté, co byli odraženi, přitáhl sem polský kníže a roku 1018 město obsadil. Jaroslav se po porážce na řece Bugu uchýlil do Novgorodu, odkud chtěl odejít do Švédska. Obyvatelé Novgorodu prý však sami sebrali peníze a najali mu další varjažský oddíl. Mezitím vyhnal sám Svjatopolk drancující Poláky z Kyjeva. Roku 1019 se do města vrátil Jaroslav a znovu se ujal vlády. Svjatopolk hledal znovu pomoc u Pečeněhů a vrátil se na Rus s velkým nomádským vojskem, ale byl znovu, tentokrát definitivně, poražen.

## Úspěchy zahraniční politiky

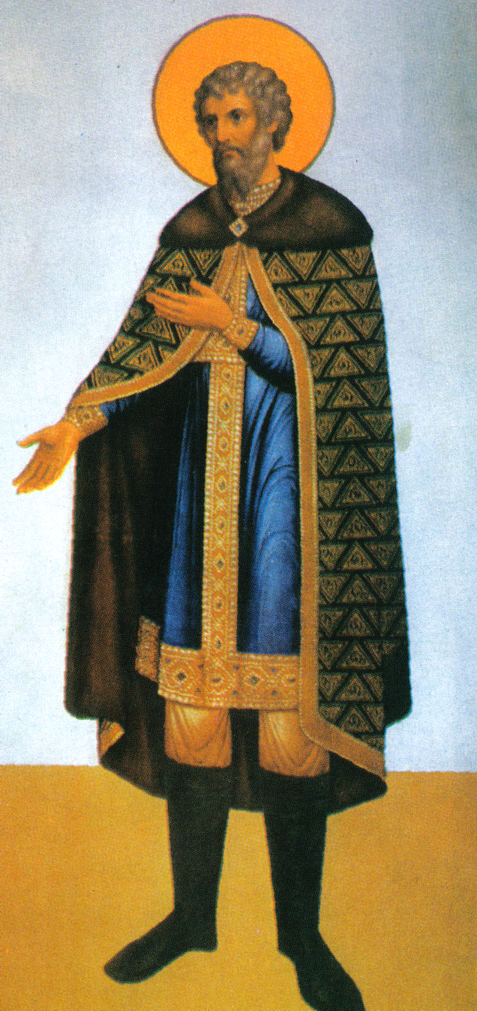
Jaroslav I. Moudrý

Již během bojů o trůn navázal Jaroslav kontakty se severní Evropou, kde hledal podporu zvláště u švédského krále Olafa Sköttkonunga. Roku 1019 se oženil s jeho dcerou Ingegerdou (pokřtěna souzvučným jménem – Irina), o jejímž významném postavení na kyjevském dvoře vyprávějí severské ságy. Začlenění kyjevského knížete mezi křesťanské panovníky pak umožnilo Jaroslavovi navázat vztahy také s panovnickými dvory západních vládců, římské císaře nevyjímajíc, přestože jejich spojenecké vazby nebyly příliš pevné. Spojenectví uzavřel například s Konrádem II. proti polskému králi Měškovi II. nebo s Jindřichem III. ve prospěch jeho vyhnaného syna Kazimíra I. Obnovitele. Politické domluvy doprovázely dynastické sňatky, které zrcadlí široké zahraničně politické spektrum Jaroslavových zájmů i stoupající mezinárodní prestiž jeho státu. Pro dva ze svých šesti synů získal nevěsty v německých šlechtických rodech, dalšího oženil se sestrou polského knížete Kazimíra I. Dcera Alžběta se provdala za norského krále Haralda III. Krutého, bohatého a slavného varjaga, který žil jistou dobu na knížecím dvoře v Kyjevě, a především proslul jako velitel osobní gardy byzantského císaře. Její sestra Anna, původně určená pro císaře Jindřicha III., se jako choť Kapetovce Jindřicha I. stala francouzskou královnou, Anastázie měla za manžela uherského krále Ondřeje I. Jaroslavova vnučka Apraskija (v říši nazývaná Adelheid) se roku 1089 provdala za císaře Jindřicha IV. a byla papežskou stranou zneužita v boji o investituru proti svému manželovi.
Přijetí křesťanství vedlo také k navázání dlouhodobých mírových vztahů ruského státu s Byzancí. Roku 1043 však Jaroslav vypravil svého syna Vladimíra s početným vojskem proti Konstantinopoli. O příčinách této výpravy není téměř nic známo, snad mělo jít o odvetu za konflikt s ruskými kupci, během něhož přišel kdosi významný o život. Poslední ruská výprava proti hlavnímu městu východního císařství nedopadla dobře. Velké množství lodí bylo pomocí řeckého ohně zahnáno od konstantinopolských hradeb a pak z velké části zničeno bouří. Mír však byl brzy obnoven a Jaroslav oženil svého syna Vsevoloda s dcerou (nebo neteří) císaře Konstantina IX. Monomacha.
Dalším nesporným úspěchem Jaroslavova panování byla definitivní porážka kočovných Pečeněhů. Pečeněhové představovali v 10. století pro mladý ruský stát velké nebezpečí. Zvláště když roku 965 vyvrátil kníže Svjatoslav chazarskou říši, která mohla jejich nápor do jisté míry zadržet. Chazarská říše zvládla kočovné Maďary, ale na Pečeněhy a Rusy zároveň již nestačila a pod jejich náporem se rozpadla. Tak se uvolnil prostor pro nástup Pečeněhů do jihoruských stepí. Vrchol jejich moci spadá do 10. století, kdy kočovali v rozsáhlém prostoru od dolního Dunaje až po Krym. Byzantinci, jak bylo pro ně obvyklé, si je snažili získat dary jako spojence proti Rusům, Uhrům a Bulharům.
Největší nebezpečí pro raný ruský stát představovali Pečeněhové koncem 10. století. Proto začal kníže Vladimír budovat na obranu jižní, ničím proti stepi nechráněné hranice pevnosti a záseky. V opevňování hraničního pásma pokračoval Jaroslav. Roku 1036 se pokusili Pečeněhové, nyní již tísnění dalším kočovným etnikem Polovci, dobýt Kyjev, ale byli odraženi Jaroslavem. To znamenalo definitivní konec ohrožení Rusi Pečeněhy, což nepochybně přispělo k prohloubení konsolidace kyjevské říše. Když se krátce po Jaroslavově smrti objevili u ruských hranic Polovci, kteří roku 1055 ovládli dolní tok Dněpru, snažili se naopak zbytky Pečeněhů dostat pod ochranu Kyjeva.

## Kulturní rozkvět Kyjevské Rusi
S příchodem křesťanství se začala ve větší míře rozvíjet ruská duchovní i hmotná kultura. Křesťanství vneslo do společnosti znalost písma, zájem o knižní vzdělanost, rozvoj písemnictví, architektury a výtvarného umění. K přijetí křesťanství na Rusi došlo za sv. Vladimíra, ale na jeho všeobecném rozšíření měl zásluhu především Jaroslav. Jaroslav byl na tehdejší poměry vzdělaným mužem, uměl číst i psát a základní vzdělání požadoval také po svých dětech. Za jeho vlády pracovala v Kyjevě skupina překladatelů, pořizující překlady z řečtiny, hebrejštiny a dalších jazyků. Pořizovaly se především opisy církevních textů. Jaroslav se zasloužil také o rozvoj architektury. Z jeho vůle byl Kyjev rozšířen a opevněn. Byla postavena řada chrámů, kostelů a klášterů. Patřili mezi ně metropolitní Chrám svaté Žofie v Kyjevě (1037), Chrám svaté Žofie v Novgorodu (1045-1050) nebo chrám Spasitele v Černigově, který byl sídelním městem jeho bratra a v letech 1024 až 1036 také spoluvládce Mstislava Tmutarakaňského, slavný Pečorský klášter v Kyjevě či Klášter svatého Jiří v Novgorodu. Tyto stavby vycházely z byzantských vzorů, které se postupně přizpůsobovaly místním možnostem a tradicím. Je mu připisováno také založení novgorodského Jaroslavova dvorce.
Ke konci své vlády využil Jaroslav oslabení byzantské církve, jež bylo důsledkem sporů s papežstvím, a roku 1051 jmenoval bez vědomí byzantského císaře a patriarchy kyjevského metropolitu. Zatímco metropolité, ustanovení v Konstantinopoli, byli bez výjimky řeckého původu, dosadil Jaroslav do úřadu slovanského mnicha Ilariona, za jehož krátkého působení v letech 1051 až 1054 (?) dosáhla kyjevská duchovní kultura svého vrcholu.

## Pravda Jaroslavova
Velkou zásluhou, která se připisuje knížeti Jaroslavovi, je sepsání nejstaršího dochovaného zákona, zvaného Pravda Jaroslavova (Drevnějšaja pravda). Hlavním pramenem pro její sepsání bylo především ústně tradované ruské zvykové právo, velký vliv mělo i právo byzantské a v menší míře i západoevropské právo. Ruská pravda byla především kodifikací trestního práva. Na svou dobu byla forma trestů velmi mírná, jednalo se především o peněžní pokuty, trest smrti se vyskytoval jen zřídka. Připouštěla se však krevní msta – pomstít zabití člověka bylo povinností jeho bratra, otce nebo syna, a dokonce i sestry.
Tresty byly odstupňovány podle příslušnosti k etnické skupině obyvatelstva. Ruská pravda byla za vlády Jaroslavových potomků stále obměňována a rozšiřována a vliv křesťanství byl stále patrnější.

## Dědictví Jaroslava Moudrého
Jaroslav I. Moudrý zemřel roku 1054 podle autora Povesti vremennych let ve věku 76 let. Po Jaroslavově smrti dokázali jeho tři synové Izjaslav, Svjatoslav a Vsevolod ještě dočasně udržet jednotu říše. Historici někdy nazývají toto období triumvirátem, přestože titul velikého knížete kyjevského patřil pouze Izjaslavovi (1054–1068, 1069–1073). Od 70. let 11. století se však prosadil mezi příslušníky rurikovského rodu seniorátní systém dělení vlády, který se projevil jako plně destabilizační faktor. Doposud jednotný stát se začal rozpadat na oblasti, které mnohdy kopírovaly stará kmenová území a jejichž knížata se často usazovala ve starých tržních centrech. Tento proces byl doprovázen neustálými dynastickými rozbroji, jejichž nebezpečí umocňoval sílící tlak kočovných Polovců, se kterými se Rusové střetli poprvé roku 1061.

## Jaroslav Moudrý v umění
Osobnost Jaroslava Moudrého se vyskytuje v četných uměleckých dílech: v literatuře jde například o dramatickou báseň Ivana Antonovyče Kočergy (1881–1952) Jaroslav Moudrý z roku 1944 nebo román Div (Dyvo, 1968) ukrajinského spisovatele Pavla Archypovyče Zahrebelného (1924–2009). Kyjevský kníže je hlavní postavou opery Jaroslav Moudrý (Jaroslav Mudryj) Heorhije Majborody i opery Jaroslav Moudrý Julije Mejtuse, obou z poloviny 70. let 20. století, a vystupuje i v oratoriu-baletu Kyjevské fresky (Kyjivski fresky) Ivana Karabyce z roku 1983.

#### Prameny
- Nestorův letopis ruský. Praha: Melantrich 1940.